# کالاوریت
کالاوریت  (به انگلیسی: Calaverite) با فرمول شیمیایی AuTe2 از مجموعه کانی هاست و نامش از محل Calaveras در کالیفرنیا که برای اولین بار کشف شده، گرفته شده‌است. محلول در اسیدنیتریک واسیدسولفوریک Au:۴۳٫۵۹٪ Te:۵۶٫۴۱٪ با انکلوزیون‌های Ag برای اولین بار در آمریکا کشف شد و از نظر شکل بلور: منشوری با سطوح متعدد- شیاردار- سوزنی - ماکله، رنگ: برنزی - سفید نقره ای، شفافیت: کدر(اپاک)، شکستگی: نامنظم، جلا: فلزی، رخ: ندارد، سیستم تبلور: مونوکلینیک و در رده‌بندی تلورور است و منشأ تشکیل آن هیدروترمال است.
همایند کانی‌شناسی (پارانژ) آن پیریت و دیگر تلورورها- طلا- سیلوانیت ودیگرتلورورها است
کاربرد آن: کانسار طلا، از نظر ژیزمان بلوری (کمیاب) - اگرگاتهای دانه‌ای تقریباً کمیاب است و بیشتر در آمریکا، استرالیا، رومانی، مکزیک یافت می‌شود.